# Ša'ul Avigur
Ša'ul Avigur (hebrejsky: שאול אביגור, rodným jménem Saul Meyeroff; 22. října 1899, Dvinsk – 29. srpna 1978, Izrael) byl jeden ze zakladatelů izraelského zpravodajského společenství. Stál v čele tajné židovské imigrace do britské mandátní Palestiny a během izraelské války za nezávislost byl náměstkem ministra obrany. V roce 1953 se stal prvním ředitelem izraelské zpravodajské služby Liškat ha-kešer.

## Biografie
Narodil se v Dvinsku v carském Rusku (dnešní Daugavpils v Lotyšsku) a ve dvanácti či třinácti letech s rodinou přesídlil do osmanské Palestiny, kde studoval na telavivském gymnáziu Herzlija. V roce 1918 se usadil v kibucu Kvucat Kineret u Galilejského jezera, kde zůstal členem po celý svůj život. O dva roky později vstoupil do židovské vojenské organizace Hagana a v témže roce byl jedním z obránců židovské osady Tel Chaj. V roce 1934 sehrál společně s Re'uvenem Šiloachem klíčovou roli v ustavení zpravodajské části Hagany, známé pod názvem Šaj. Od roku 1939 se zapojoval do tajných operací pašování Židů do britské mandátní Palestiny v rámci aliji Bet, a byl jmenován velitelem Mosadu le-alija Bet. Během izraelské války za nezávislost působil jako náměstek ministra obrany Davida Ben Guriona. Když ve válce zahynul jeho syn Gur, změnil si příjmení na Avigur, což znamená doslova „otec Gura“. V roce 1953 byl jmenován zakládajícím ředitelem zpravodajské služby Liškat ha-kešer, též známé jako Nativ, která během Studené války zprostředkovávala kontakt s Židy v Sovětském svazu. V jejím čele stál až do roku 1970.
V roce 1973 mu byla udělena Izraelská cena za zvláštní přínos společnosti a státu.
Jeho švagrem byl bývalý izraelský premiér Moše Šaret.